# FNN 福井テレビみんなのニュース
『FNN 福井テレビみんなのニュース』（エフエヌエヌふくいテレビみんなのニュース）は、福井テレビジョン放送で放送されていたニュース番組である。

## 概要
- 2015年3月30日放送開始。
- キー局・フジテレビが『（FNN）みんなのニュース』をスタートさせることに伴い、「FNN福井テレビスーパーニュース」の後番組として放送開始。
- 2015年9月4日まではフジテレビ発の「ワイドの通やく」→「ネットNAVI」（18:30 ‐ 18:45）もネットされていた。但し、県内で重大ニュース等があった場合、もしくは主要ニュースが延長し、「ワイドの通やく」→「ネットNAVI」の該当時間に県内のニュースやコーナーが放送される場合は休止される[1]。2015年9月7日のおかえりなさ～いのリニューアルに伴い、おかえりなさ～いの一部コーナーがこの枠に移設される為、18時台後半のフジテレビ受けのネットは、打ち切りとなった。
- 2018年3月30日を以って、フジテレビのみんなのニュースの終了に合わせて本番組も終了した。後番組は「福井テレビ プライムニュース」。

## 放送時間

### 平日版
- 月曜日 - 金曜日 17:53 - 19:00（体裁上は『おかえりなさ〜い&FNN福井テレビみんなのニュース』として放送）

### 週末版
- 土曜日・日曜日 17:30 - 18:00

## 出演者

### 現在
いずれも、福井テレビアナウンサー
- 月曜 - 金曜
  - 丸山勝義（2015年4月 - ）
- 曜日により異なる
  - 今野真帆（2016年4月 - ）
  - 井上愛梨（2016年4月 - ）
- 土・日は福井テレビアナウンサーがシフト制で担当。

### 過去
- 2015年4月 - 2016年3月 塩見泰子（月曜 - 金曜。当時、福井テレビアナウンサー）